# Pseudoanthidium cribratum
Pseudoanthidium cribratum är en biart som först beskrevs av Morawitz 1875.  Pseudoanthidium cribratum ingår i släktet Pseudoanthidium och familjen buksamlarbin. Inga underarter finns listade i Catalogue of Life.